# Chiesa di San Giovanni Battista (Tusa)
La chiesa di San Giovanni Battista è una chiesa di Tusa.

## Storia e descrizione
La chiesa in stile arabo-normanno si trova nella parte più antica del paese e non si conosce l'epoca della sua fondazione. Fu più volte rimaneggiata.
Ha pianta quasi quadrata ed è suddivisa in tre navate da due ordini di colonne monolitiche. La navata centrale è coperta da una volta a botte lunettata con finestre. I portali di accesso furono aggiunti nel 1565. Sull'altare maggiore, di Martino Li Volsi, si trova una statua di san Giovanni, forse attribuibile a Giovanbattista Li Volsi.
La torre campanaria presenta la guglia rivestita di maiolica colorata. Il campanile venne annesso alla chiesa nel 1650.
La chiesa era sottoposta alla giurisdizione dell'abbazia di Sant'Anastasia a Castelbuono.